# Braniștea (okręg Suczawa)
Braniștea – wieś w Rumunii, w okręgu Suczawa, w gminie Fundu Moldovei. W 2011 roku liczyła 125 mieszkańców.